# Deutsche Cadre-47/2-Meisterschaft 2006/07
Die Deutsche Cadre-47/2-Meisterschaft 2006/07 ist eine Billard-Turnierserie und fand vom 23. bis zum 24. Oktober 2006 in Bad Wildungen zum 74. Mal statt.

## Geschichte
Die Ergebnisse stammen aus der Enzyklopädie des Billardsports.

## Modus
Gespielt wurden zwei Vorrundengruppen à vier Spieler im Round-Robin-Modus bis 200 Punkte oder 15 Aufnahmen. Die beiden Gruppenbesten kamen ins Halbfinale und spielten den Sieger aus. Die Endplatzierung ergab sich aus folgenden Kriterien:
1. Matchpunkte
2. Generaldurchschnitt (GD)
3. Höchstserie (HS)

## Teilnehmer
1. Thomas Nockemann (Bochum) Titelverteidiger
2. Thomas Berger (Wiesbaden)
3. Axel Büscher (Bergisch Gladbach)
4. Sven Daske (Hamburg)
5. Markus Melerski (Bochum)
6. Udo Mielke (Essen)
7. Arnd Riedel (Wedel)
8. Dieter Steinberger (Kempten)

## Abschlusstabelle
| Klassement                 | Klassement | Klassement         | Klassement | Klassement | Klassement | Klassement | Klassement | Klassement | Klassement |
| Phase                      | Platz      | Name               | MP         | GD         | BED        | HS         |            |            |            |
| -------------------------- | ---------- | ------------------ | ---------- | ---------- | ---------- | ---------- | ---------- | ---------- | ---------- |
| Finale                     | 1          | Thomas Nockemann   | 10:0       | 26,31      | 66,66      | 153        |            |            |            |
| Finale                     | 2          | Sven Daske         | 6:4        | 25,34      | 200,00     | 200        |            |            |            |
| Halb- finale               | 3          | Markus Melerski    | 6:2        | 23,52      | 33,33      | 130        |            |            |            |
| Halb- finale               | 3          | Axel Büscher       | 4:4        | 10,72      | 11,93      | 69         |            |            |            |
| Gruppen- phase             | 5          | Thomas Berger      | 2:4        | 12,61      | 13,00      | 108        |            |            |            |
| Gruppen- phase             | 6          | Arnd Riedel        | 2:4        | 12,42      | 18,18      | 61         |            |            |            |
| Gruppen- phase             | 7          | Udo Mielke         | 0:6        | 14,77      | –          | 96         |            |            |            |
| Gruppen- phase             | 8          | Dieter Steinberger | 0:6        | 13,73      | –          | 107        |            |            |            |
| Turnierdurchschnitt: 17,40 |            |                    |            |            |            |            |            |            |            |